# トリニティ湾 (クイーンズランド)
トリニティ湾（トリニティわん、英: Trinity Bay）は、オーストラリアのファー・ノース・クイーンズランド (Far North Queensland) 東岸から珊瑚海 (Coral Sea) にかけての大きな湾である。モスマン川 (Mossman River) が湾に注ぐ。かつて、モルグレイブ川（マルグレーブ川、Mulgrave River）も地質的変化により、さらに南のコンスタンティン港 (Port Constantine) に河口が形成されるまで、トリニティ湾に流入していた。
湾の名は、ジェームズ・クックにより、1770年6月10日、キリスト教の聖日トリニティ・サンデー（Trinity Sunday、三位一体の主日）にちなんで命名された。
湾の南端の都市としてケアンズがある。ケアンズのトリニティ湾沿いには、およそ4キロメートルにわたってエスプラネード (Esplanade) が通り、緑地として整備されている。トリニティ湾およびトリニティ入江 (Trinity Inlet) がケアンズ港 (Cairns seaport) を形成する。湾岸は遠浅で泥質の干潟であり、ケアンズ港もかつてはマングローブ林であった。グラフトン岬（ケープ・グラフトン、Cape Grafton）には、広範囲なマングローブ林が保護されている。
トリニティ湾州立高等学校 (Trinity Bay State High School) がケアンズにある。